# Haydee Yorac
Haydee Yorac (Saravia, 4 maart 1941 - Chicago, 13 september 2005) was een Filipijns jurist en topfunctionaris. Ze was lid en voorzitter van de Filipijnse kiescommissie COMELEC en voorzitter van de Presidential Commission on Good Government. In 2004 werd Yorac onderscheiden met een Ramon Magsaysay Award.

## Biografie

### Vroege levensloop en carrière
Haydee Yorac werd geboren op 4 maart 1941 in de plaats Saravia, het tegenwoordige Enrique B. Magalona in Negros Occidental. Ze was de oudste van zeven kinderen van Jose Miranda Yorac en Josefa Bofill. Haar vader was burgemeester van Saravia in de jaren 40. Na het voltooien van haar middelbareschoolopleiding aan het Colegio de Santa Teresita in Silay studeerde Yorac rechten aan de University of the Philippines (UP). Enkele van haar docenten hier waren Ramon Aquino, Vicente Abad Santos en Irene Cortes. In 1962 behaalde ze haar bachelor-diploma en slaagde ze het jaar erop tevens voor het toelatingsexamen van de Filipijnse balie. Veel later studeerde ze nog aan de Amerikaanse universiteit Yale, waar ze in 1981 een master of arts-opleiding voltooide.
Na haar studie aan de UP werkte ze korte tijd voor rechter Pedro Batista bij de rechtbank van Pasig City. Ze was werkzaam als griffier en deed er onderzoek. Nadien doceerde ze rechten aan haar alma mater en deed ze korte tijd onderzoek aan U.P. Law Center tot ze werd benoemd tot hoogleraar rechten na de promotie van Irene Cortes tot decaan van de rechtenfaculteit. In de vijftien jaar aan de rechtenfaculteit had ze een reputatie van een zeer strenge en intimiderende professor. Zo kreeg ze landelijke bekendheid door het afstuderen van Imee Marcos, de dochter van president Ferdinand Marcos te blokkeren omdat ze niet voldaan had aan de gestelde academische voorwaarden. Naast haar werk aan de universiteit assisteerde ze delegatielid Abraham Sarmiento in 1971 bij de Constitutionele Conventie ten behoeven van een nieuwe Filipijnse Grondwet. Ze had daarbij de hoop dat deze nieuwe grondwet zou kunnen bijdragen aan het oplossen van enkele grote maatschappelijk problemen in de Filipijnen.
Nadat president Ferdinand Marcos in september 1972 de staat van beleg had uitgeroepen, werd Yorac samen met duizenden anderen opgepakt. Ze werd ruim drie maanden gevangen gehouden in Camp Crame, samen met onder meer de journalisten Amando Doronila, Luis Beltran en Juan Mercado. Na haar vrijlating hervatte ze haar werk als professor bij de UP. Daarnaast was ze actief voor de Free Legal Assistance Group (FLAG) van voormalig senator Jose Diokno. Deze organisatie bood juridische ondersteuning voor slachtoffers van mensenrechtenschendingen door militairen. In 1980 vertrok Yorac voor enige tijd naar de Verenigde Staten waar ze op uitnodiging van professor Myres McDougal een Master of Arts-opleiding internationaal recht volgde. Na het behalen van haar diploma in 1981 keerde ze terug in de Filipijnen waar ze haar werk voor FLAG voortzette. Yorac was verantwoordelijk voor zaken in Metro Manilla, die werden behandeld door het Hooggerechtshof.

### lid van de kiescommissie COMELEC
Na de val van Marcos tijdens de EDSA-revolutie werd ze door diens opvolger Corazon Aquino benoemd tot lid van de nieuwe Presidential Committee on Human Rights. De commissie kreeg de opdracht om mensenrechtenschendingen onder het bewind van Marcos te onderzoeken. Zo deed Yorac onder meer onderzoek naar voormalig kolonel en gouverneur van Cagayan Rodolfo Aguinaldo. Haar werk voor deze commissie duurde echter maar kort, omdat ze drie maanden later door Aquino werd benoemd tot lid van de Filipijnse kiescommissie COMELEC. In haar periode bij COMELEC waren zij en haar collega's verantwoordelijk voor een goed verloop van de volksraadpleging voor de nieuwe grondwet in februari 1987 en daarna de verkiezingen voor het Filipijns Congres later dat jaar en de verkiezingen van 1992. Door Aquino's opvolger Fidel Ramos werd Yorac bovendien benoemd tot hoofd van de National Unification Commission. Deze commissie had als taak om de basis te leggen voor blijvende vrede in Filipijnen, dat in die periode ook al te maken had met communistische rebellen en een Islamitische rebellie in de Filipijnen. Daarnaast hadden veel lokale politici complete privélegertjes om een machtsbasis te kunnen bouwen.

### Advocaat en politicus
In februari 1993 kwam haar termijn als COMELEC-lid en haar voorzitterschap van het NUP ten einde. Ze werkte vervolgens enkele jaren als advocaat-partner bij advocatenkantoor Azcuna, Sarmiento & Chua tot ze voor de verkiezingen van 1998 door presidentskandidaat Raul Rocco werd gevraagd als running mate. Dit aanbod sloeg ze af, maar in plaats daarvan stelde ze zich wel kandidaat voor een zetel in de Filipijnse Senaat. Met haar speerpunten vrouwenrechten, vrede in de Filipijnen en bestrijding van fraude en corruptie behaalde ruim 4,6 miljoen stemmen. Dit was echter niet voldoende voor een van de twaalf beschikbare zetels in de Senaat. Terwijl Yorac in de VS verbleef kondigde de regering van Joseph Estrada, zonder haar medeweten aan dat ze een benoeming tot hoofd van de National Anti-Corruption Commission had geaccepteerd. Nadat ze dit in de media ontkende, kreeg ze door Estrada de positie van hoofd van het National Peace Forum (NPF) aangeboden. Uiteindelijk ging ze deels in op Estrada's aanbod en werd ze adviseur bij het NPF. Nadat Estrada in diskrediet kwam door beschuldigingen van fraude en corruptie nam Yorac echter ontslag en riep ze hem op af te treden. 

### Voorzitter van de Presidential Commission on Good Government

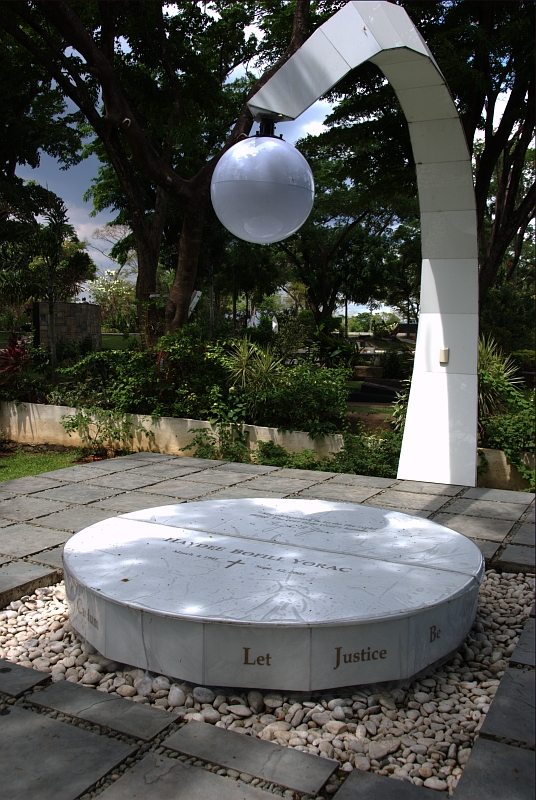
Het graf van Haydee Yorac op het Libingan ng mga Bayani

Kort nadat president Joseph Estrada uiteindelijk was afgezet, werd ze door opvolger Gloria Macapagal-Arroyo gevraagd om het voorzitterschap van de Presidential Commission on Good Government (PCGG) op zich te nemen. Dit orgaan was in 1986 door president Corazon Aquino opgericht met als doel zo veel mogelijk van het door Marcos en zijn vertrouwelingen op illegale wijze vergaarde vermogen terug te krijgen. De PCGG had onder Estrada flink wat aan macht ingeboet en bovendien was het budget gehalveerd. Ze accepteerde de baan en kreeg na bovendien nadat ze gedreigd had direct weer ontslag te nemen ook de vrije hand om de organisatie volledig naar haar hand te zetten. Yorac reorganiseerde flink en blies nieuw leven in enkele slepende rechtszaken. Ze behaalde in de jaren erna enkele belangrijke successen. Zo slaagde de PCGG erin om erin om $700 miljoen terug te krijgen van Zwitserse bankrekeningen en werd een hoger beroep bij het Hooggerechtshof van de Filipijnen tegen een eerdere beslissing van de Sandiganbayan dat Eduardo Cojuangco jr. geen overheidsgeld gebruikt zou hebben om de United Coconut Planters Bank (UCPB) te kopen, gewonnen.

### Ziekte en overlijden
In januari 2003 kreeg Yorac een hersenbloeding en werd bij haar eierstokkanker geconstateerd. Desondanks bleef haar werk als voorzitter van de PCGG voortzetten. Ze overleed in 2005 op 64-jarige leeftijd in de Amerikaanse stad Chicago, waar ze op dat moment voor een medische behandeling verbleef. Ze werd begraven op het Libingan ng mga Bayani (ereveld voor helden). Yorac kreeg gedurende haar leven diverse onderscheidingen. Zo ontving ze eredoctoraten van Xavier University en de Far Eastern University. Ook kreeg ze in 1995 de Legioen van Eer van de Franse overheid en ontving ze in 1997 de Presidential Medal of Merit. In 2004 werd ze onderscheiden met een Ramon Magsaysay Award voor haar werk als voorzitter van de PCGG. Yorac bleef haar hele leven ongetrouwd.